# Békepárt
Az 1943-ban létrehozott Békepárthoz lásd: Békepárt (1943).
Békepártnak nevezték az 1848-1849-es magyar országgyűlés azon tagjainak csoportosulását, akik az 1848-as forradalom kitörése, majd különösen Ferenc József trónra lépését követően hajlottak vagy igyekeztek a megegyezésre a Habsburg-dinasztiával. A Békepárt nem volt szervezett csoport, elfogadott vezetője sem volt, ezért sok történész a létezését is kétségbe vonja. Mindenesetre az országgyűlés néhány tekintélyes képviselőjét, mint Wesselényi Miklós, Kazinczy Gábor, Kovács Lajos, Nyáry Pál, gyakran ebbe a körbe sorolják.

## Története
Először 1848. október 28-án a magyar püspöki kar intézett feliratot a koronához, de eredmény nélkül. Később különösen Wesselényi Miklós vetette latba tekintélyét az új király elismerése és a béke megkötése mellett.
Igazi pártról azonban szervezetlensége miatt nem lehetett szó, és sem Deák Ferenc, sem Batthyány Lajos nem tartották lehetségesnek a feltétel nélküli fegyverletételt.
Amikor Windischgrätz hada a fővároshoz közeledett, az országgyülés békéltető bizottságot küldött a tábornagyhoz, ő azonban kijelentette, hogy „rebellisekkel nem alkuszik és hogy Olmützbe is hiába mennének az urak”.
Az országgyülés Debrecenbe költözése után Bezerédj István már 1849. január 13-án felszólalt a béke érdekében és szavait nemcsak Kazinczy Gábor és Kovács Lajos támogatták, hanem feléje hajlott Nyáry Pál, az Országos Honvédelmi Bizottmány alelnöke is. Mivel azonban ők is meg voltak győződve Kossuth nélkülözhetetlenségéről, leginkább csak arra törekedtek, hogy környezetének túlzó tagjait, elsősorban Madarász Lászlót megbuktassák. Ez a Zichy-per által sikerült is. A párt főtagjai ekkor sűrűbben kezdtek találkozni, érintkezést kerestek Görgeivel és saját sajtókapcsolatot is szereztek a Jókai Mór által szerkesztett Esti lapokban.
Az országgyűlés 1849. április 13-án tartott zárt ülésén Nyáry, Kemény Zsigmond, Kazinczy Gábor, Kovács Lajos, Hunfalvy Pál és Mészáros Lázár ellenezték a függetlenségi nyilatkozat azonnali kibocsátását, de az április 14-i ülésen végül egyikük sem szólt ellene. A párt így végül szerencsétlen helyzetbe került: arra, hogy az eseményeket befolyásolja nem volt elég határozottsága.

## Történészi értékelése
A magyar országgyűlés Debrecenbe költözése után mindenki számára nyilvánvalóvá válhatott, hogy a forradalom sorsa a harcmezőkön dől el, békekötésre a bécsi ellenforradalom nem hajlandó. A Békepárt csoportosulásának tagjai ebben a helyzetben a magyar belpolitika aktuális kérdéseivel foglalkoztak, mint a jobbágyfelszabadítás továbbfejlesztése vagy lezárása, a földbirtokosok függőben lévő kármentesítésének ügye, a nemzetiségi kérdés, az államforma kérdése, azaz hogy meddig lehet fenntartani azt a fikciót, hogy a Ferenc József trónra lépésének el nem ismerésével Magyarország királya V. Ferdinánd maradt. Ebben az időben a csoport bázisát a mérsékelt liberális, főleg erdélyi képviselők adták, akik a társadalmi kérdésekben Kossuthhoz képest mérsékelt jobboldali álláspontot foglaltak el.